# Dendropsophus limai
Dendropsophus limai és una espècie de granota que viu al Brasil.